# Виктор Флеминг
Виктор Флеминг (на английски: Victor Fleming) (23 февруари 1889 г. – 6 януари 1949 г.) е американски филмов режисьор и конооператор, носител на Оскар. 

## Биография
Флеминг е роден в Пасадина, Калифорния, САЩ. Докато работи като автомобилен механик, среща режисьора Алан Дуан, който го взема като асистент оператор. Флеминг работи като кинооператор във филми на Дуан и Дейвид Уорк Грифит. Режисира първия си филм през 1919 г.
През 1932 г. се присъединява към Metro-Goldwyn-Mayer и режисира някои от най-престижните филми на студиото. Сред най-известните от тях са „Магьосникът от Оз“, с който печели награда „Златна палма“ от Фестивала в Кан през 1939 г. и „Отнесени от вихъра“, който му носи „Оскар“ през 1940 г.
Флеминг умира от инфаркт на 6 януари 1949 г., скоро след завършването на последния си филм – „Жана Д'Арк“, с участието на Ингрид Бергман. Филмът печели 7 номинации за Оскар.

### Режисьор игрални филми
| Година | Филм                     | Оригинално заглавие     | Бележки |
| ------ | ------------------------ | ----------------------- | ------- |
| 1929   | Вирджинецът              | The Virginian           |         |
| 1934   | Островът на съкровищата  | Treasure Island         |         |
| 1937   | Храбрите капитани        | Captains Courageous     |         |
| 1938   | Летец-изпитател          | Test Pilot              |         |
| 1939   | Магьосникът от Оз        | The Wizard of Oz        |         |
| 1939   | Отнесени от вихъра       | Gone with the Wind      |         |
| 1941   | Д-р Джекил и Мистър Хайд | Dr. Jekyll and Mr. Hyde |         |
| 1942   | Тортила Флет             | Tortilla Flat           |         |
| 1948   | Жана Д'Арк               | Joan of Arc             |         |